# Festival Internacional de Cine de Guayaquil
El Festival Internacional de Cine de Guayaquil es un evento anual cinematográfico en Guayaquil,  Ecuador. Su primera edición se realizó en el año 2015.
Tiene como misión promover el desarrollo del cine del Ecuador, así como organizar encuentros artísticos entre cineastas, actores, cinéfilos y público en general. En 2019, 119 películas de 40 países fueron mostradas en Guayaquil, Machala y Portoviejo y, según los organizadores, hubo una asistencia de más de 10 000 espectadores.

## Historia
2015: El Festival Internacional de Cine de Guayaquil fue organizado por primera vez del 5 al 12 de septiembre, por la productora Renacer Films, bajo la dirección de Jhonny Obando y la producción de Marlon Freire. Su primera edición tuvo lugar desde el 5 hasta el 12 de septiembre de 2015, bajo el auspicio de la empresa privada y del Municipio de Guayaquil y el patrocinio del Consejo Nacional de Cinematografía del Ecuador (CNCine).

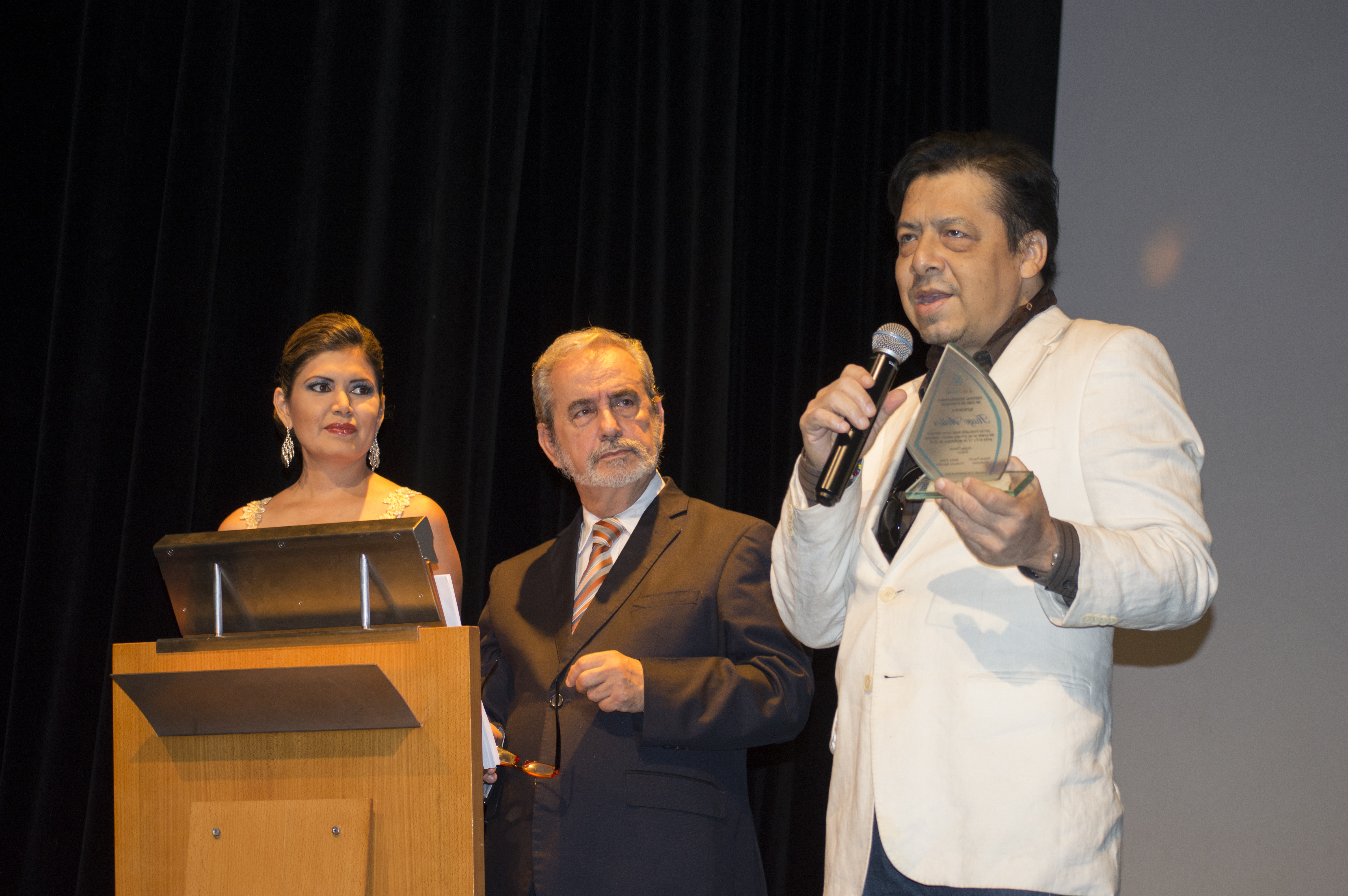
Hugo Avilés recibe reconocimiento como juez en la ceremonia de 2015, por parte de Antonio Santos.

Tuvo una selección de 82 películas de 18 países, Argentina contó como país invitado, y tuvo un total de 37 funciones gratuitas en las sedes del Maac Cine, la Casa de la Cultura del Guayas, la Alianza Francesa de Guayaquil y la Fundación Equidad, ubicadas al centro de la ciudad. La película Medardo de Nitsy Grau Crespo, basada en la vida del poeta guayaquileño Medardo Ángel Silva, se proyectó durante la gala inaugural.
El jurado estuvo conformado por el dramaturgo Hugo Avilés, la empresaria Omaira Moscoso, el crítico de cine Jorge Suárez, y los cineastas Iván Mora y Luis Avilés.
2016: La segunda edición del festival tuvo lugar del 10 al 17 de septiembre, contó con 21 trabajos audiovisuales nacionales y 59 internacionales, entre largometrajes, cortometrajes, animaciones y documentales, y tuvo como país invitado a España. Tuvo 46 funciones gratuitas con sede en el auditorio Simón Bolívar, la cinemateca de la Casa de la Cultura, la Universidad Católica Santiago de Guayaquil, la Alianza Francesa y el Instituto LEXA-Tec. Tan distintos del director quiteño Pablo Arturo Suárez, fue la película inaugural del festival.

## Premio Iguana Dorada

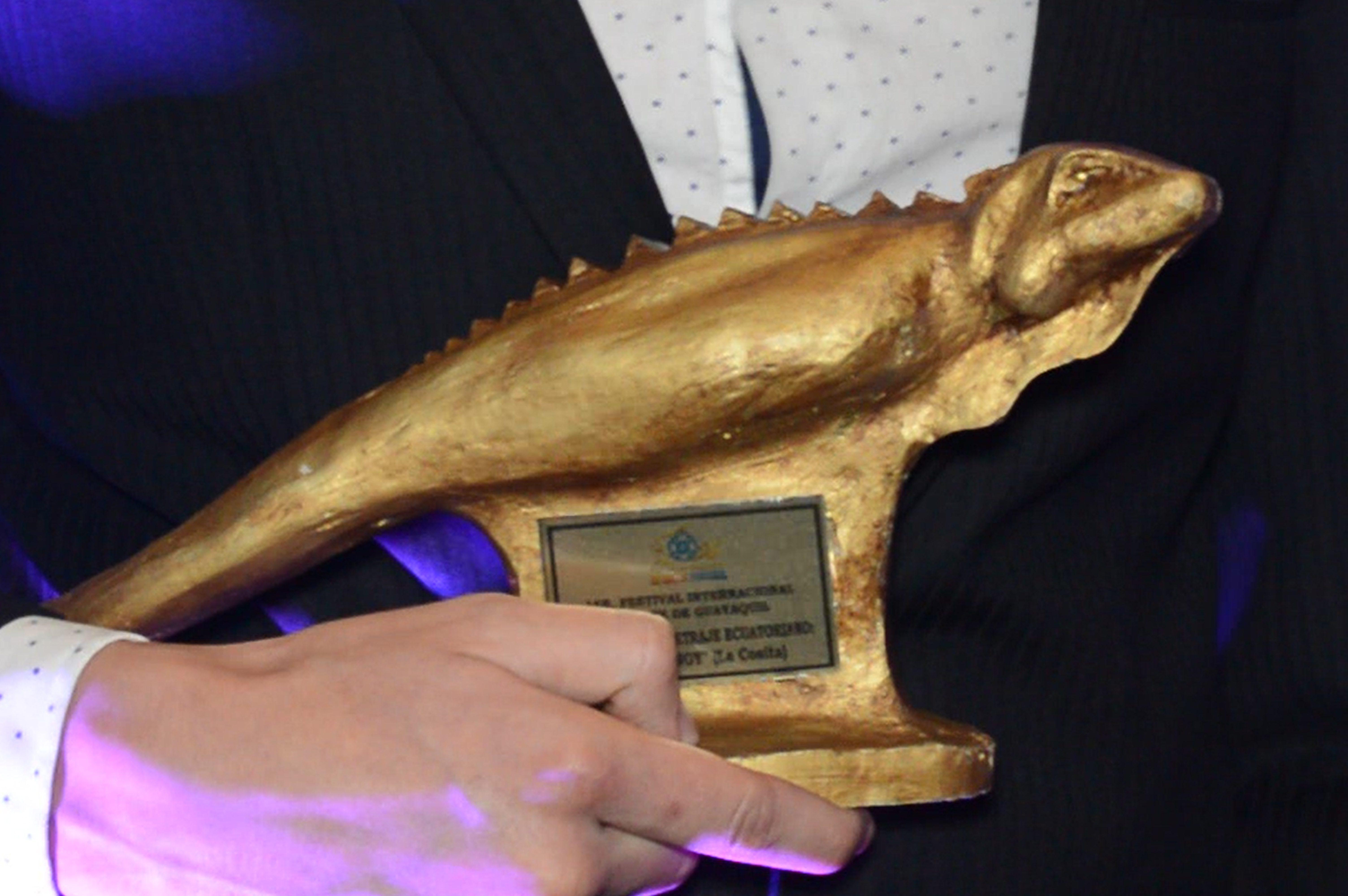
La Iguana Dorada de 2015, creada y diseñada por el artista Felipe Crespo en su primera edición.

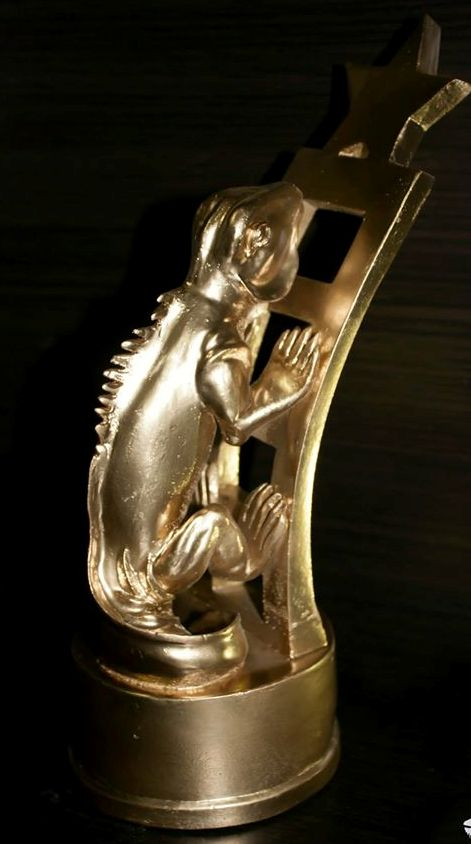
La estatuilla oficial del Festival Internacional de Cine de Guayaquil en su diseño 2016, que se mantiene hasta la actualidad.

Entre las 15 categorías del premio se encuentran Mejor película del festival, Mejor película ecuatoriana y Mejor película guayaquileña.
Hay varios premios por los mejores largometrajes y cortometrajes de ficción o documental nacionales e internacionales "Iguana Dorada" y un país invitado.

### Ganadores

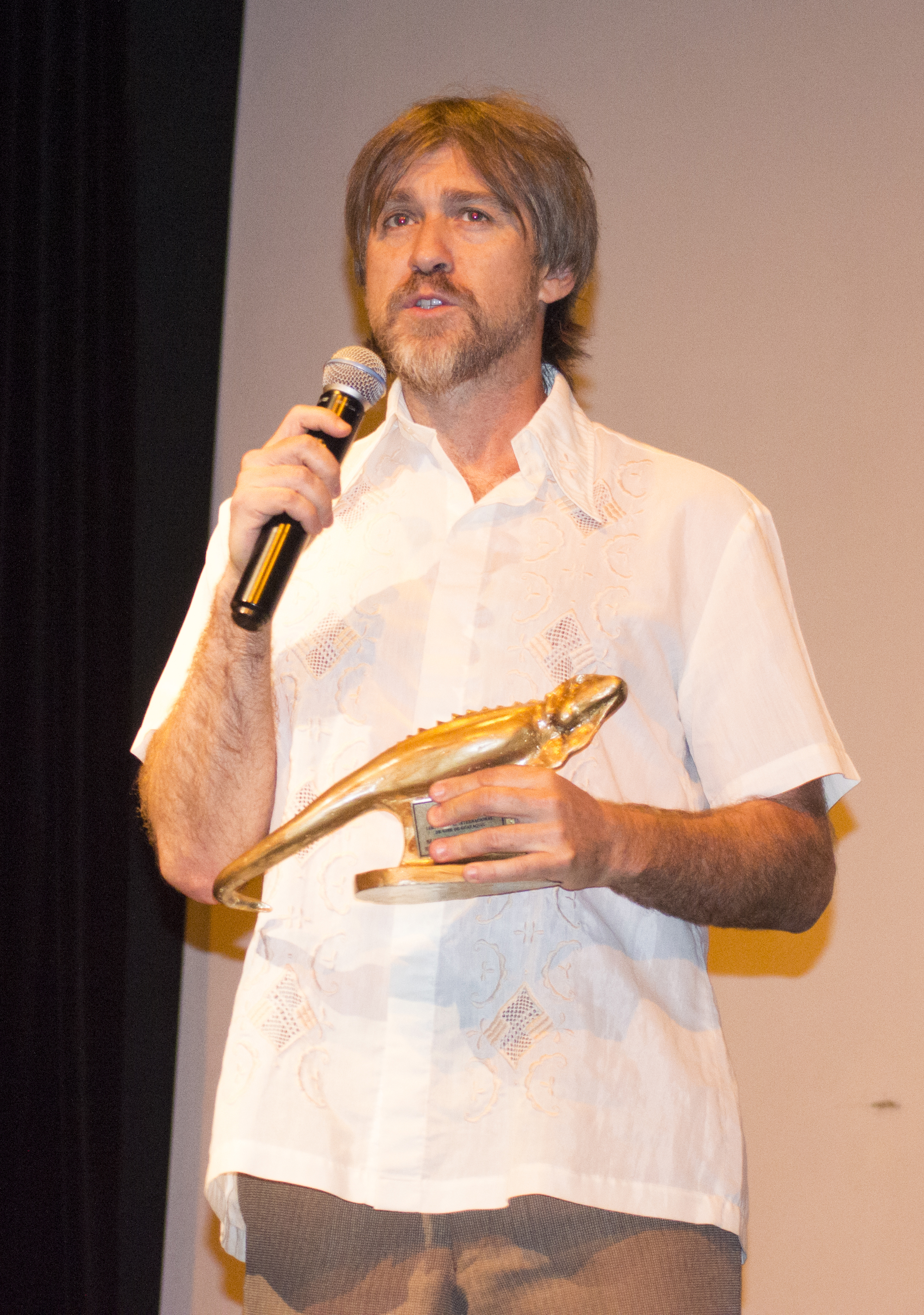
Álex Cisneros en 2015 con la Iguana Dorada a la mejor dirección de fotografía por la película A estas alturas de la vida.

2015: Mejor película: El comienzo del tiempo, Mejor documental: San Francisco en la Chureca, Mejor cortometraje: Democracia, Mejor director: Marco Berger por la película Mariposa, Mejor actriz: María Onetto por la película La vida después, Mejor actor: René Pastor por la película Mono con gallinas, Mejor película ecuatoriana: Ochentaisiete, Mejor película guayaquileña: Medardo, Mejor documental ecuatoriano: Alfaro Vive ¡Carajo!, Mejor cortometraje ecuatoriano: The Thingy, Mejor guion: El Bumbún, Mejor director de fotografía: Simón Brauer por la película A estas alturas de la vida, Mejor dirección de arte: Roberto Frisone por Mono con gallinas, Mejor edición: Margo Berger por la película Mariposa, Mejor banda sonora: Xavier Müller por Ochentaisiete y Premio del público: La descorrupción.

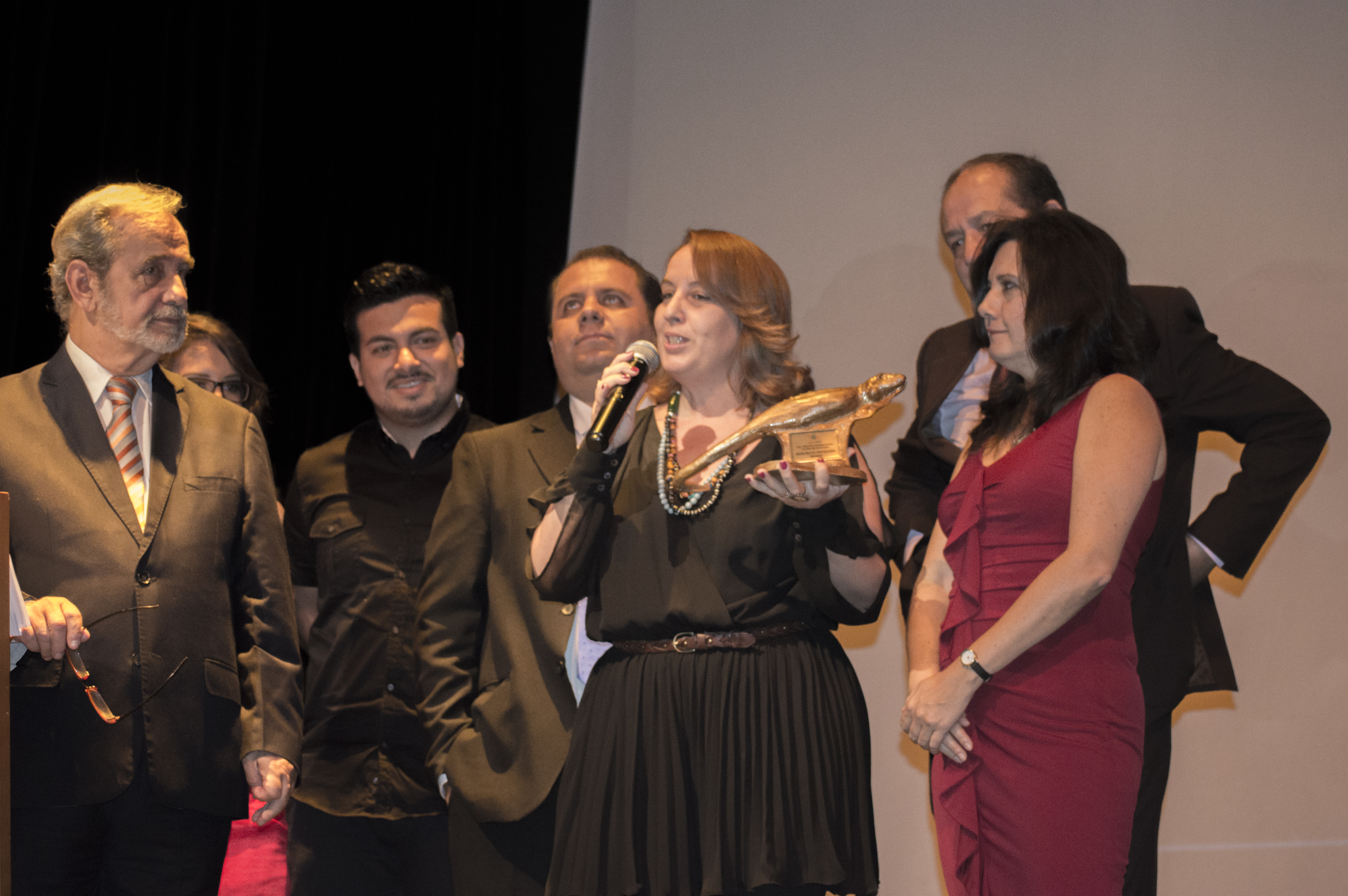
Nitsy Grau Crespo recibe la Iguana Dorada a la Mejor película guayaquileña, junto al equipo de producción de Medardo, por parte de Antonio Santos en 2015.

2016: Mejor película: Juana Azurduy - Guerrillera de la Patria Grande y Mejor director: Jorge Sanjinés por la misma película.
2017: Mejor película: La familia, mejor película ecuatoriana: Translúcido, Mejor corto: Kapitalistis, Mejor corto ecuatoriano: Irreemplazable, Mejor corto animado: Estimado sr. Ernest, Mejor documental: Sands of silence, Mejor documental ecuatoriano: Mi tía Toty, Mejor corto documental: El viaje del libro, Mejor corto documental ecuatoriano: La casa de Walter, .Premio del público - película internacional: Cometa, él, su perro y su mundo, Premio del público - película nacional: Si yo muero primero.
2018: Mejor película: Extranjero, Mejor película ecuatoriana: Cenizas, Mejor película guayaquileña: Minuto final, Mejor Ópera Prima: Ecuatorian shetta, Mejor guion: Una vida sublime, Mejor Director: Luis Avilés, Mejor Actriz: Pilar Tordera, Mejor Actor: Diego Naranjo, Mejor corto: Dos Manos, Mejor corto ecuatoriano: Averiado, Mejor Cortometraje Guayaquileño: La Cajuela, Mejor documental: Tierras Lejanas, Mejor documental ecuatoriano: 52 segundos, Mejor corto documental: Nación de Máscaras, Mejor corto documental ecuatoriano: Soldadito, Premio del público: Verano no Miente.
2019: Mejor película: El clóset; Mejor película ecuatoriana: Vacío; Mejor Ópera Prima: La mala noche; Mejor guion: El clóset; Mejor Director: Agamenón Quintero; Mejor Actriz: Esther Goris; Mejor Actor: Ánthony Álvarez; Mejor cortometraje internacional: Insiliios; Mejor cortometraje ecuatoriano: Huaca; Mejor cortometraje guayaquileño: Sombras envolventes; Mejor documental internacional: American mirror; Mejor documental ecuatoriano: Sacachún; Mejor cortometraje documental: Ruido; Mejor cortometraje universitario: Humano; Mejor cortometraje universitario ecuatoriano: Humano; Mejor cortometraje universitario guayaquileño: Hermano madre hermana; Construye: El secreto de las rosas; Premio del público: Más allá del reto de Eva.
2020: Mejor película: El niño de los mandados; Mejor guion: El desentierro; Mejor Director: Carlos del Castillo; Mejor Actriz: Claudia Schujman; Mejor Actor: Wilmer Amado Suárez; Mejor cortometraje ficción: Welcome back; Mejor cortometraje ecuatoriano: Chigualo; Mejor cortometraje guayaquileño: Chigualo; Mejor largometraje documental: Serás hombre; Mejor cortometraje documental: Éxodo; Mejor cortometraje universitario ficción: Ante Dios todopoderoso; Mejor cortometraje universitario documental: Memorias de un roble.
2021: Mejor película: La restauración; Mejor largometraje ficción ecuatoriano: Sansón; Mejor guion: La restauración; Mejor Director:  Alonso Llosa; Mejor Actuación:  Laura Pellicciari; Mejor cortometraje ficción: The wound; Mejor cortometraje ecuatoriano: El abuso; Mejor largometraje documental: Mujer de soldado; Mejor largometraje documental ecuatoriano: La leyenda de Tayos; Mejor cortometraje documental: Pregunta´M; Mejor cortometraje animado: Un corazón de oro; Mejor cortometraje universitario ficción: La última fiesta; Mejor cortometraje universitario ficción ecuatoriano: Negrita; Mejor cortometraje universitario ficción guayaquileño:Saíno; Mejor cortometraje universitario documental: La luz que recuerdo; Mejor cortometraje universitario animado: Cucaracha.
2022: Mejor largometraje ficción: La vida en el silencio; Mejor largometraje documental: Pico Reja: la verdad que la tierra esconde; Mejor cortometraje ficción: Concertina; Mejor cortometraje documental: El más allá ; Mejor cortometraje de cine experimental: Desde el agua.
2023: Mejor largometraje ficción: Días negros; Mejor largometraje documental: La danza del niño maestro; Mejor cortometraje ficción: El autor; Mejor cortometraje documental: Maura.
2024: Mejor largometraje ficción: Milonga; Mejor largometraje documental: La mujer de estrellas y montañas; Mejor cortometraje ficción: Mamá no quiere ir a la playa; Mejor cortometraje documental: Surcos; Mejor cortometraje guayaquileño: Dinamita.